# Elizabeth L. Silver
Pour les articles homonymes, voir Silver.
Elizabeth L. Silver, née en 1978 à La Nouvelle-Orléans, en Louisiane, est une romancière américaine.

## Biographie
Elle naît en 1978 à La Nouvelle-Orléans en Louisiane. Elle grandit dans cette ville et à Dallas, au Texas. Diplômée de l'université de Pennsylvanie en 2001, elle obtient en 2004 une maîtrise en écriture créative de l'université d'East Anglia et un diplôme en droit de l'université Temple en 2008.
Elle exerce comme avocate au Texas et en Californie et travaille également comme professeur de littérature anglaise à l'université Saint-Joseph de Philadelphie.
En 2013, elle publie son premier roman, le thriller psychologique L'Exécution de Noa P. Singleton (The Execution of Noa P. Singleton), qui narre l'histoire d'une condamnée à la peine de mort aux États-Unis et évoque par des analepses le meurtre qui l'a conduite à cette situation ainsi que sa relation actuelle avec la mère de la victime.
En 2017, elle publie le récit biographique The Tincture of Time: A Memoir of (Medical) Uncertainty qui raconte la maladie de sa fille.

## Œuvre
- The Execution of Noa P. Singleton (2013) Publié en français sous le titre L'Exécution de Noa P. Singleton, traduction de Christophe Mercier, Paris, éditions Gallimard, coll. « Série noire », 2015
- The Tincture of Time: A Memoir of (Medical) Uncertainty (2017)